# Kolvenburg

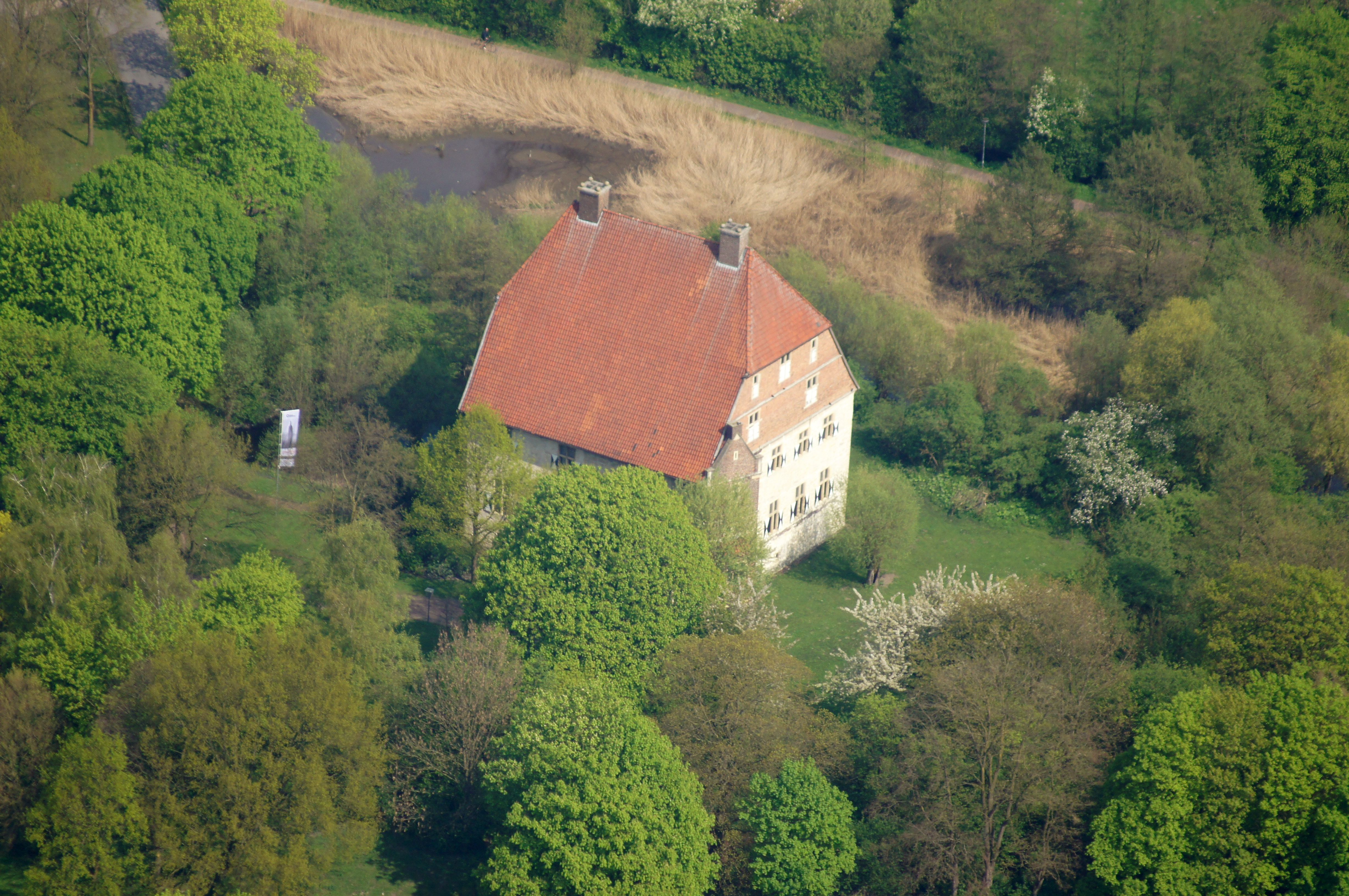
Luftbild der Kolvenburg

Die Kolvenburg, seltener auch Colvenburg geschrieben, ist eine ehemalige Wasserburg am Oberlauf der Berkel im Süden der Stadtmitte von Billerbeck im Kreis Coesfeld. Fast in Sichtweite liegt 1,3 Kilometer südwestlich das Haus Hameren.
Die Kolvenburg ist ein typischer ehemaliger Wohnsitz des niederen Adels im Münsterland, dessen politische und wirtschaftliche Bedeutung nur lokal war. Im Laufe ihrer Geschichte mehrfach umgebaut und erweitert, nutzten die adeligen Eigentümern die Burg lediglich bis etwa Mitte des 16. Jahrhunderts als Wohnsitz, danach wurde sie nur noch verpachtet.
Der heutige Bau präsentiert sich im Stil der Frührenaissance und stammt in seiner heutigen Form aus dem 15. und 16. Jahrhundert, seine Wurzeln liegen aber in einer Turmburg, die von den Rittern von Billerbeck im 13. Jahrhundert errichtet wurde. Über die namensgebende Familie von Colve kam die Anlage an die Familie Voet und von dieser an die von Münster. Durch Heirat wechselte die Burg anschließend mehrfach den Besitzer, ehe die Familie von Twickel im 19. Jahrhundert Eigentümerin wurde. Sie hat die Kolvenburg seit 1966 an den Kreis Coesfeld verpachtet, der es als eines von zwei kreiseigenen Kulturzentren nutzt.

## Geschichte

### Bewohner und Besitzer
Eine lokale Überlieferung führt die Gründung der Kolvenburg auf Karl den Großen zurück, der die Familie Colve dort ansiedelte, um das Christentum zu verteidigen. Allerdings handelt es sich dabei lediglich um eine Legende, die ihren Ursprung im Spätmittelalter hat. Die tatsächliche Geschichte der Kolvenburg beginnt mit ihrer Errichtung im 13. Jahrhundert durch die Ritter von Billerbeck. Sie war der Nachfolgebau einer Motte, die südlich der heutigen Burgstelle stand. Bis etwa 1246 war sie allodialer Besitz des Sweder von Billerbeck, der zwischen 1220 und 1246 mehrfach in Urkunden erwähnt wird. Die Burg nutzte im Norden und Osten das vermoorte Bett der Berkel als natürlichen Schutz, während sie im Süden mit einem tiefen Trockengraben bewehrt war. Zu jener Zeit wurde sie Overwater (lateinisch trans aquas) genannt, vermutlich weil die Berkel bei der Burganlage zu einem länglichen Teich gestaut war.
Die Familie von Billerbeck starb wohl in der zweiten Hälfte des 13. Jahrhunderts aus oder wanderte ab. Ihr folgte ab 1309 die aus dem Sauerland stammende Familie von Colve nach. Vermutlich war die Anlage per Erbgang in ihren Besitz gekommen. 1322 wurden Gottfried und Adolf von Colve als Eigentümer genannt. Mit Adolfs Sohn Engelbert starb die Familie ebenfalls aus, er wurde das letzte Mal in einer Urkunde aus dem Jahr 1354 erwähnt. Nachfolgerin wurde die Familie von Holthausen; ob durch Kauf oder Einheirat, ist unklar. Sie blieb aber nicht lange Eigentümerin, denn schon 1383 gehörte die Burg Roleff Voet, der sie als festen Wohnsitz nutzte. Er vergrößerte die wohl in Eigenwirtschaft bebaute Hovesaat durch Ankauf benachbarter Güter. Nach seiner Familie wurde die Burg ab Ende des 14./Anfang des 15. Jahrhunderts Voetshus genannt. Während die Voets Burgherren waren, fand die Münsterische Stiftsfehde statt, in deren Verlauf die Kolvenburg von der Partei Johanns von Hoya besetzt wurde, um von dort Aktionen gegen die Moerser Partei zu unternehmen. Ob dies mit Unterstützung der Familie Voet geschah, ist bislang nicht bekannt. 
Als Florike Voet Ende des 15. Jahrhunderts kinderlos starb, gelangte der Besitz über Blideke Voet spätestens 1494 an ihren Sohn Gottfried (Godeke) von Münster. Ihm verdankt die Anlage ihren heute üblichen Namen. Um von ihm beanspruchte Rechte vor Gericht durchsetzen zu können, ließ Gottfried eine Schrift verfassen, in der er seine Burg Colvenburg taufte, weil er die Familie Colve fälschlicherweise für die Erstinhaber hielt. Dieser Name bürgerte sich im Laufe des 16. Jahrhunderts ein. Nach Gottfried von Münster war erst sein Sohn Wolter, dann Balthasar von Münster Eigentümer. Letzterer hinterließ die Burg seiner Schwester Gosta (auch Gostina). Sie brachte den Besitz 1549 an ihren Mann Bernd von Oer zu Kakesbeck, Statthalter zu Münster. Nach seinem Tod fiel die Kolvenburg an seine beiden Töchter Johanna und Katharina, die um ihre Anteile stritten und 1567 erfolglos versuchten, sie unabhängig voneinander zu verkaufen. Mit Ludger von Raesfeld sprang ein erster Interessent ab, weil ihm der geforderte Kaufpreis zu hoch war. Auch Verhandlungen 1578 mit dem Domscholaster Conrad von Westerholt und 1579 mit Everdt von Diepenbrock verliefen ergebnislos. Schließlich kaufte Johanna der Schwester am 21. Juni 1587 ihren Anteil für 9000 Goldgulden ab. Zu jener Zeit bewohnte und bewirtschaftete die Familie die Burganlage schon nicht mehr selbst, sondern verpachtete sie und ließ sie von diesem Pächter verwalten.

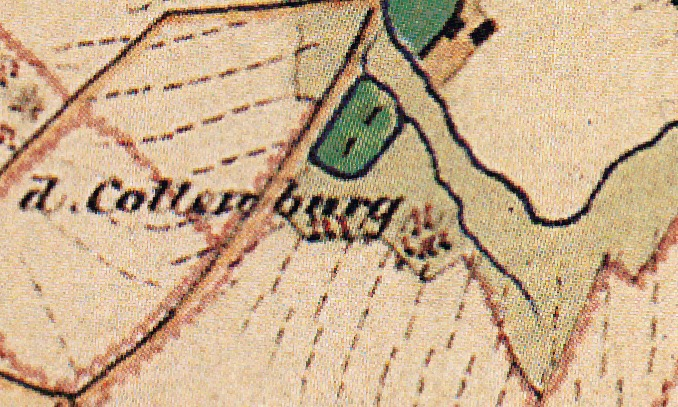
Die Kolvenburg im rheinisch-westfälischen Urkataster

Bei Johannas Tod konnten sich ihre Kinder aus der Ehe mit Philipp II. von Viermund zu Bladenhorst nicht über das Erbe einigen. Der Erbstreit wurde bis vor das Reichskammergericht in Speyer getragen. Im Zuge dieser Auseinandersetzung verkauften Johannas Tochter Agnes von Viermund und ihr Mann Dietrich von der Recke die Kolvenburg im Jahr 1631 an Johann Heidenreich von Voerden, aber dieses Geschäft wurde 1639 wieder rückgängig gemacht. Über Johannas Sohn Philipp Arnold und dessen Bruder Hermann kam die Anlage schließlich an Hermanns Schwester Anna Theodora von Viermund, die mit Caspar von Romberg zu Brünninghausen verheiratet war und ihm den Besitz zubrachte. Seine Familie blieb über 100 Jahre lang Eigentümerin. Nach dem Siebenjährigen Krieg begannen die von Romberg damit, ihren Billerbecker Besitz nach und nach zu veräußern. Durch Heirat einer Tochter kam der Restbesitz als Aussteuer in den 1880er Jahren an den Leipziger Gerichtsrat Forcade de Biaix, der ihn 1892/1893 inklusive 300 Morgen Land an den Freiherrn von Twickel auf dem benachbarten Haus Hameren veräußerte. Seiner Familie gehört die Kolvenburg noch immer.

### Baugeschichte
Die heutige Kolvenburg entstand durch zehnphasigen Aus- und Umbau einer kleinen Turmburg. Eine Vorgängeranlage existierte etwas weiter südlich. Deren Platz diente später als Vorburg.
Der erste Bau des 13. Jahrhunderts war ein zweigeschossiges, turmartiges Gebäude mit Keller und Zugang an der Ostseite. Vermutlich existierte zu dieser Zeit auch schon ein Burghof, der mit einer 4,5 Meter hohen Wehrmauer umgeben war. In einer zweiten Bauphase wurde dem Turm an der Nordseite ein Anbau mit zwei niedrigen Geschossen angefügt und spätestens jetzt ein Burghof mit einer Mauer umgeben. Dieser Anbau wurde später auf die heutige Länge vergrößert. Als Außenmauer diente dabei ein Teil der Umfassungsmauer des Hofes. Die beiden vorhandenen Geschosse wurden durch Entfernen der Balkendecke zu einem hohen Raum mit seiner heutigen Höhe vereint. Abgeschlossen war dieser von einem Satteldach, dessen Giebel heute noch an den nördlichen Außenmauer erkennbar ist. Spätestens in dieser dritten Bauphase erhielt das Erdgeschoss des Turmbaus einen Ausgang zum Burghof. Nach Beendigung aller Arbeiten dieses dritten Ausbauschritts war die Kolvenburg ein typisches mittelalterliches Zweiraumhaus.
In einer vierten Phase erhielt das ursprüngliche Turmgebäude ein weiteres Obergeschoss, ehe der nordöstliche Anbau auf gleiche Höhe aufgestockt wurde. In einem sechsten Schritt erhielt der Nordost-Bau an seiner Westseite einen niedrigen, eingeschossigen Anbau, der später bis zur westlichen Wehrmauer erweitert und mit einem Satteldach versehen wurde. Um weiterem Raumbedarf Rechnung zu tragen und den kleinen noch nicht bebauten Burghof zu erhalten, erfolgte eine Aufstockung des neuesten Burgteils mit einem Obergeschoss auf die Höhe der übrigen Burgtrakte. In einer neunten Bauphase wurde schließlich auch der restliche Burghof überbaut. Anschließend kam es zur Entfernung aller bisherigen Dächer und der Errichtung des heutigen Dachstuhls für ein gemeinsames Krüppelwalmdach. Die Kolvenburg hatte damit ihre maßgebliche, heute noch erhaltene Form erreicht. Anschließend erfolgte nur noch der Einbau eines Renaissance-Erkers am Torbau der Anlage. Dabei kam es auch zur Verlegung des Zugangs von der Ostseite an die heutige Stelle an der Südseite der Burg inklusive des Baus einer neuen Zugbrücke. Weil nach Beendigung dieses zehnten Bauabschnitts die Kolvenburg nicht mehr als adeliger Wohnsitz genutzt, sondern nur noch verpachtet wurde, kamen keine weiteren baulichen Veränderungen am Äußeren mehr hinzu. Zwar wurden die Innenräume nach 1587 noch weiter ausgebaut, aber dieser Umbau wurde wohl nie ganz vollendet.
Nach längerer Zeit des Verfalls war das Burggebäude in den 1950er Jahren in einem sehr bedenklichen, baulichen Zustand. Um es vor dem endgültigen Ruin zu retten, wurden 1958 langwierige Restaurierungsarbeiten begonnen. Gleichzeitig wurden baugeschichtliche Untersuchungen am Gebäude durchgeführt. Bei der schrittweisen Restaurierung erhielt die Kolvenburg eine neue Dacheindeckung und eine neue Kellerdecke aus Stahlbeton. Außerdem wurde das Außenmauerwerk stabilisiert. Die bis 1975 ausgeführten Arbeiten kosteten rund eine Million Mark, die größtenteils mit Bundes-, Landes- und Kreismitteln finanziert wurden. Hinzu kamen Gelder von der Stadt Billerbeck, dem Landschaftsverband Westfalen-Lippe und der Familie von Twickel. Der baulichen Sicherung schloss sich ab Ende 1975 der Innenausbau für die zukünftige Nutzung als Kulturzentrum an, das im September des darauffolgenden Jahres eröffnet werden konnte.

### Heutige Nutzung
Die Familie von Twickel verpachtete die Kolvenburg 1966 an den Kreis Coesfeld, der dort nach langjährigen Restaurierungen ein Kulturzentrum einrichtete. Feierliche Eröffnung war am 18. September 1976. Seither finden dort regelmäßig Konzerte, Vorträge, Diskussionsveranstaltungen und Wechselausstellungen zu moderner und klassischer Kunst statt. In der Vergangenheit wurden dort internationale Künstler wie Albrecht Dürer, Pablo Picasso, Marc Chagall, Käthe Kollwitz oder Joseph Beuys, aber auch lokale, nordrhein-westfälische Künstler, unter anderem Otto Pankok, vorgestellt. Weiterhin zählen ein Frühlings- und ein Adventsmarkt zu den regelmäßigen Veranstaltungen in der Burg, die zudem vom Standesamt Billerbeck als Außenstelle genutzt wird.

## Beschreibung

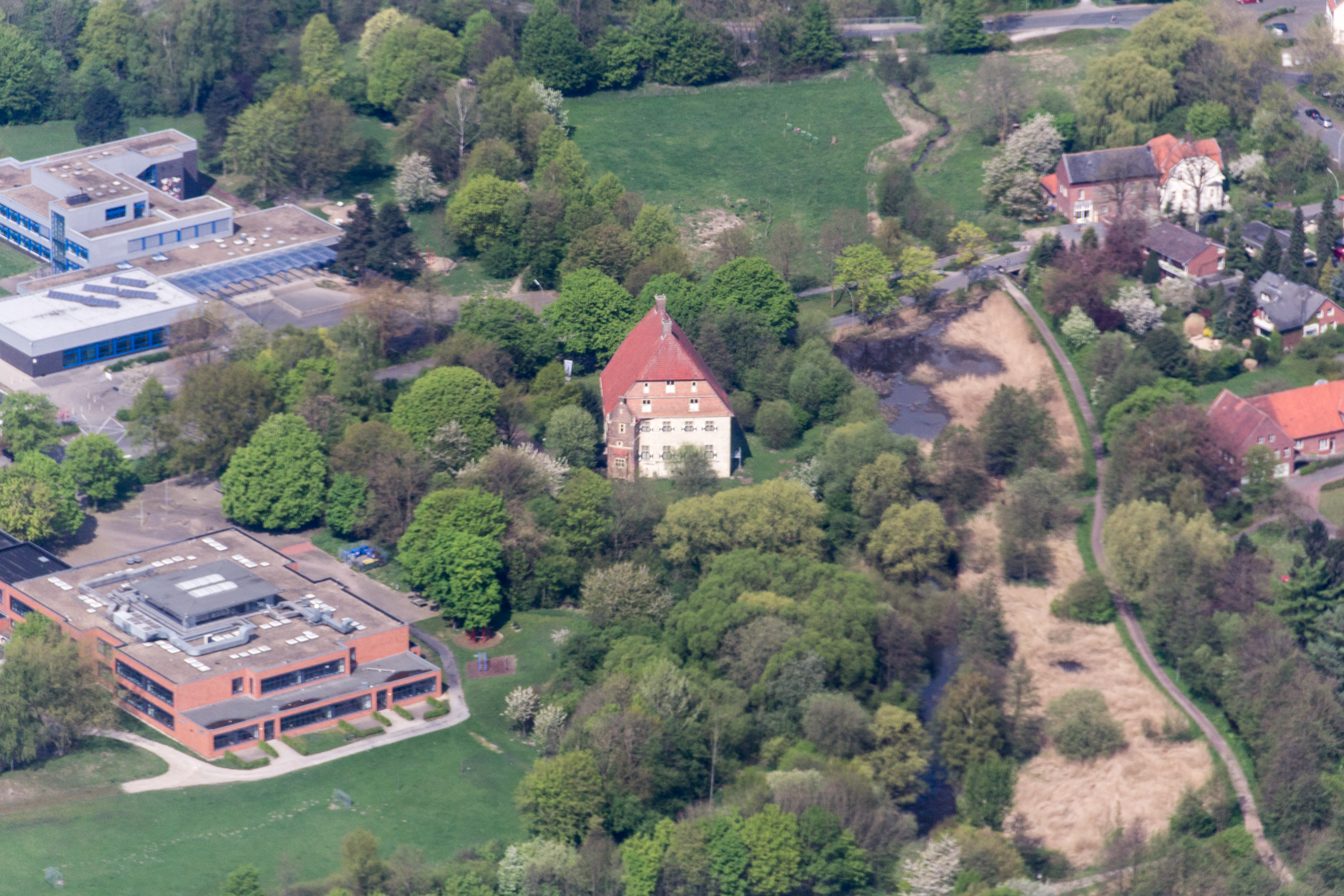
Luftbild der Kolvenburg und ihrer Umgebung

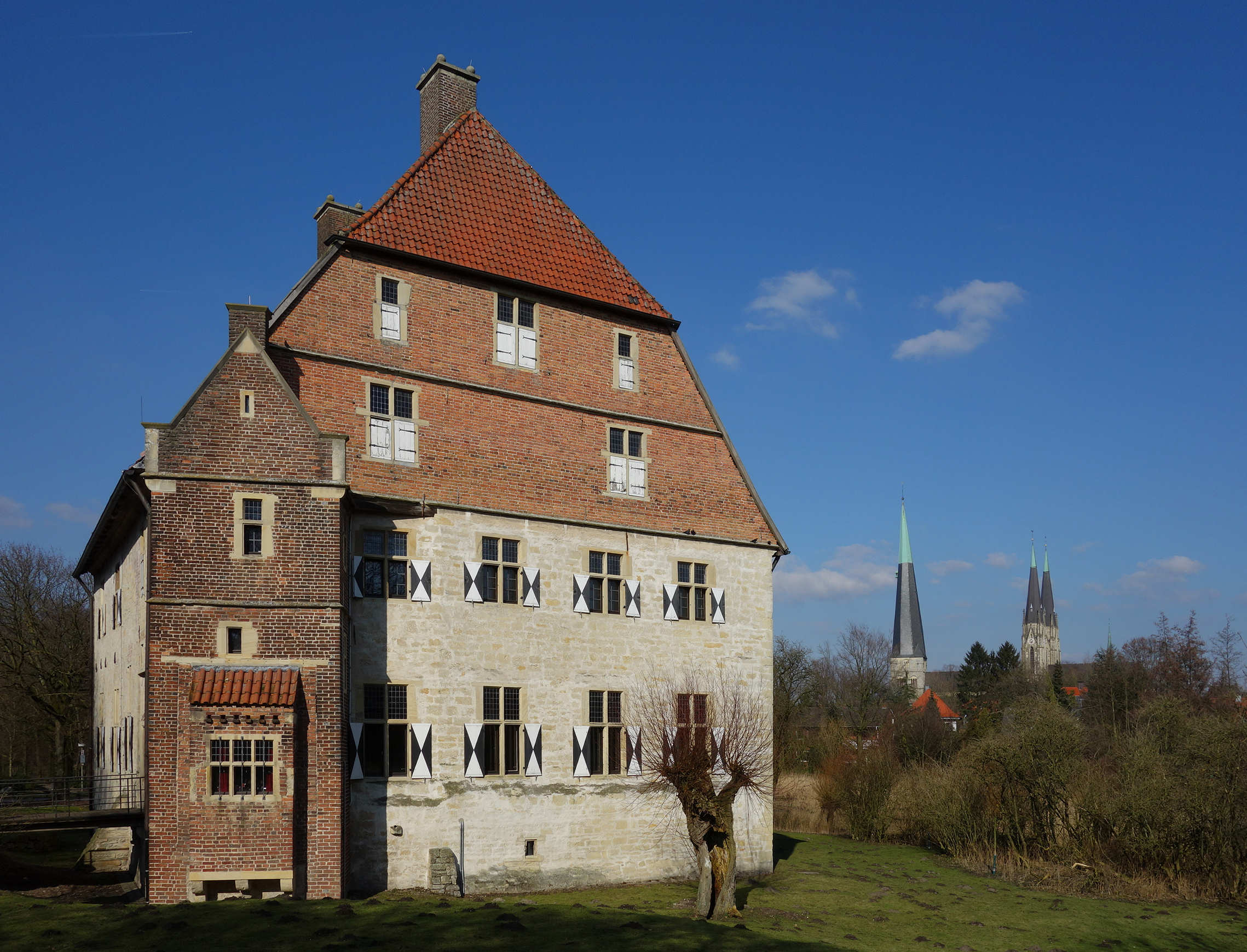
Ansicht der Kolvenburg von Südosten

Die Niederungsburg steht im Süden Billerbecks an der Straße nach Darup. Dass es sich bei ihr um eine ehemalige Wasserburg handelt, bezeugt ihre einstige Gräfte, die heute noch als Talsenke auf dem Burgareal zu erkennen ist. An der Nord- und Westseite, war die Anlage durch das morastige Gelände der Berkelauen geschützt, im Süden trennte sie ein Trockengraben von einem Stück Land, das etwas erhöht war und einen runden Grundriss besaß. Dabei handelte es sich um den Standort der Vorgängeranlage, einer Motte, deren Burghügel aber bei den Restaurierungsarbeiten in den 1960er und 1970er Jahren mit einer Planierraupe drastisch verändert wurde. Bei Sondagen auf dem Gelände der benachbarten Schule fanden die Archäologen zwei konzentrische Grabenringe, welche die gesamte Anlage umgaben. Die Kolvenburg hatte also in früheren Zeiten ein mehrfaches Grabensystem.
Zur Burganlage gehörte neben dem erhaltenen Haupthaus auch eine Vorburg mit Wirtschaftsgebäuden. Für das Jahr 1735 sind ein Bauhaus, ein Schuppen und ein Torhaus bezeugt, die aber allesamt nicht mehr erhalten sind.
Die Kolvenburg ist das Ergebnis eines mehrphasigen Aus- und Umbaus und stammt in ihrer heutigen Form aus dem 16. Jahrhundert. In ihr stecken aber die älteren Reste eine Turms und eines Zweiraumhauses. Ihre zwei Geschosse aus Ziegel und Bruchstein mit Hausteingliederung erheben sich auf einem nahezu quadratischen Umriss. Das hohe Krüppelwalmdach ist mit roten Dachpfannen gedeckt. Sein Dachstuhl aus Eichenholz ist noch original aus dem 16. Jahrhundert. Die Kreuzstockfenster weisen das Gebäude als ein Bauwerk aus der Zeit des Übergangs von der Spätgotik zur Frührenaissance aus. 
Der Bau macht durch seine Kompaktheit einen wuchtigen Eindruck, der durch das schmucklose Äußere noch unterstrichen wird. Sein östlicher Teil ist unterkellert. An der Südecke steht ein kleiner zweigeschossiger Anbau, der früher als Torbau den Zugang zur Burg gewährte. Das einstige Tor ist heute durch einen Erker mit Pultdach verschlossen. Er ruht auf drei Konsolsteinen. Die zwei Geschosse des Anbaus sind an der Außenseite durch einen gotischen Wasserschlag optisch voneinander getrennt. Auch der zweistöckige Giebel des Hauptgebäudes ist durch Wasserschläge unterteilt.
Im Inneren sind die Spuren der verschiedenen Bauphasen durch das unverputzte Mauerwerk gut sichtbar. Ein auf das Jahr 1596 datierter Kamin im Erdgeschoss zeugt davon, dass die Gestaltung der Innenräume auch viele Jahre nach Ende des letzten Bauabschnitts nicht endgültig abgeschlossen war.